# جمعية نساء تنزانيا الإعلامية
جمعية نساء تنزانيا الإعلامية (TAMWA) - السواحيلية: تشاما تشا وانابهاري تنزانيا (تشواهاتا) - هي منظمة غير حكومية لا تبغي الربح تركز على حقوق المرأة والطفل، ومقرها دار السلام، تنزانيا، وتحتفظ أيضًا بمكتب في زنجبار.

## القضايا والأنشطة
نَشِطَت TAMWA في تشجيع النساء على الترشح لعضوية الجمعية الوطنية في تنزانيا والضغط على الأحزاب السياسية لترشيح المزيد من المرشحات. وذُكرَت هذه الجهود في Africa Today كمساهمة في الزيادات الكبيرة في عدد المرشحات للجمعية في عامي 1995 و2005.
وُجِهَت الجهود نحو إنتاج مواد منشورة لشرح مشاكل العنف المنزلي والعنف القائم من حيث الجنس وتشويه الأعضاء التناسلية للإناث والممارسات الضارة الأخرى. أسست TAMWA أيضًا مركز الأزمات في دار السلام في عام 1990 لتقديم المساعدة لأولئك الذين عانوا من العنف المنزلي. في عام 2003، استقبل المركز 787 عميلًا، وتم تمويله من برنامج تدريب الإيدز في الجنوب الأفريقي (SAT). تطور هذا المركز في نهاية المطاف إلى منظمة مستقلة (مركز حل الأزمات) في عام 2007. استجابةً للمشاكل المتزايدة المتعلقة بالصرف الصحي في المدارس الابتدائية، بذلت TAMWA جهودًا لتوسيع نطاق تغطيتها والدعوة للصحة لتشمل النظافة أيضًا. في عام 2000، أطلقت TAMWA حملة توعية حول سرطان الثدي وعنق الرحم.